# Molnija (nosná raketa)
Molnija (rusky Молния - v překladu Blesk), index GRAU – 8K78, v modernizované verzi Molnija-M (rusky Молния-М), index GRAU – 8K78M, byla sovětská, resp. ruská čtyřstupňová nosná raketa z rodiny raket R-7. Ve verzi Molnija-M byla z kosmodromu Pleseck schopná vynést 2000 kg nákladu na dráhu přechodovou ke geostacionární (GTO), případně na dráhu se střední výškou 510 km.
Zkonstruována byla v konstrukční kanceláři OKB-1 v letech 1959–1960. Výrobcem byl CSKB-Progress v Samaře. Určena byla pro vypouštění meziplanetárních sond k Venuši a Marsu, později byla používána i k vynášení lunárních sond Luna 4 až 14. Známou se stala v souvislosti s vynášením družic Molnija na vysoce eliptické dráhy (apogeum ve výšce 40 000 km, oběžná doba 12 hodin, sklon dráhy 62–65°). Byla používána také k vynášení družic systému včasného varování řady Oko také na vysoce eliptické dráhy. Od roku 1964 byla používána modernizovaná verze Molnija-M s novým motorem čtvrtého stupně.
První start proběhl z kosmodromu Bajkonur 10. října 1960, z kosmodromu Pleseck 19. února 1970. Celkem bylo vypuštěno 40 raket Molnija, všechny z Bajkonuru a 279 raket Molnija-M, 53 z Bajkonuru, ostatní z Plesecku.
Dne 30. září 2010 vzlétla z Plesecku poslední nosná raketa Molnija-M. Po půlstoletí využívání byly rakety Molnija nahrazeny modernějšími raketami Sojuz 2 s urychlovacím blokem Fregat.